# Обыкновенная глупая крачка
Обыкновенная глупая крачка (лат. Anous stolidus) — вид морских птиц из семейства чайковых (Laridae). Выделяют четыре подвида.

## Описание

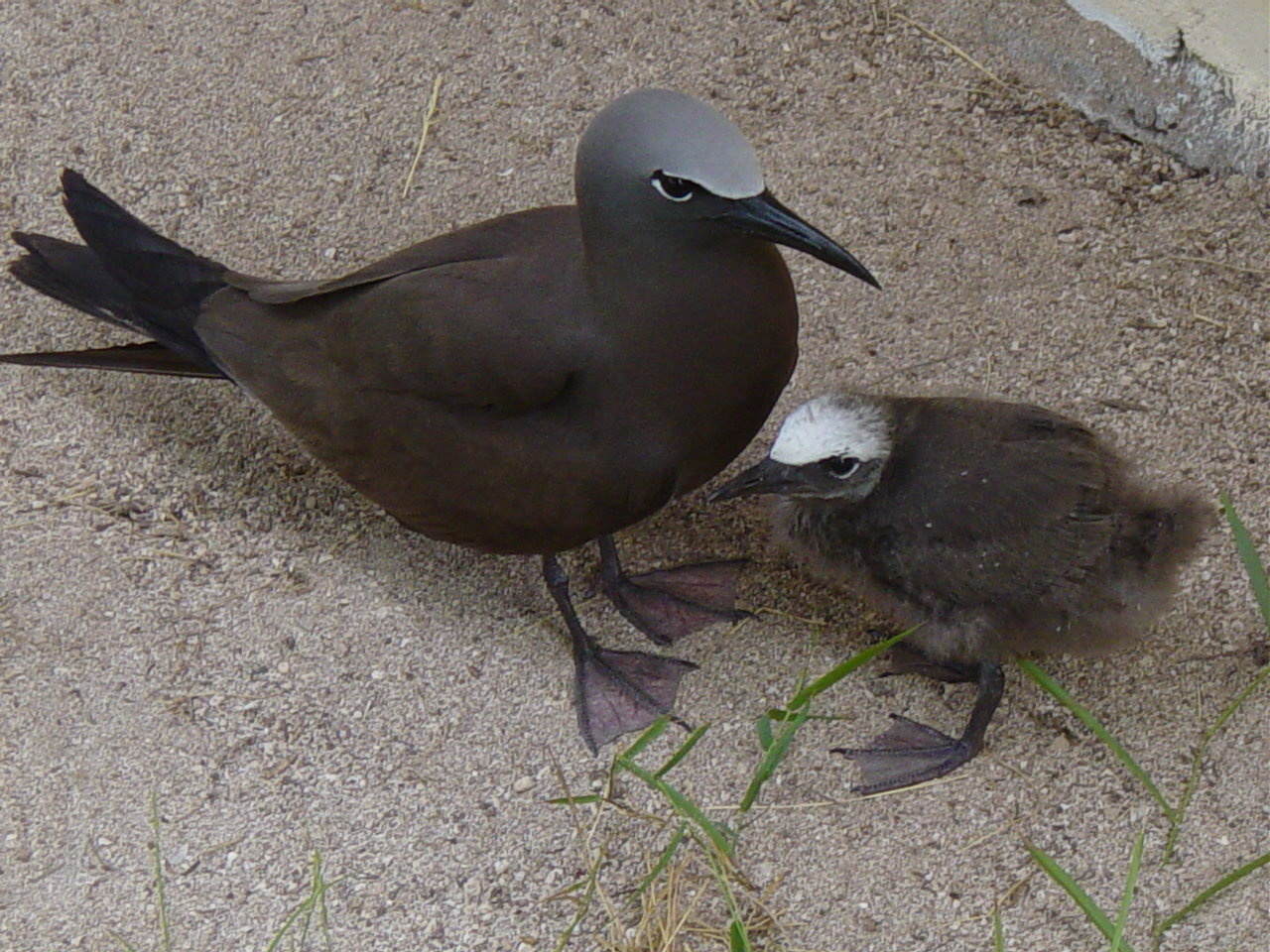
Птица с птенцом

Обыкновенная глупая крачка является самым крупным представителем рода, достигает длины 38–45 см и массы 150-70 г; размах крыльев варьирует от 75 до 85 см.
Крупная птица с бурым цветом оперения. Гнездится в колониях, расположенных на высоких скалах или на деревьях и кустах, в редких случаях — на земле. Кладка состоит из одного яйца.

## Классификация
Различают 4 подвида:
- Anous stolidus pileatus  (Scopoli, 1786) – Красное море, Индийский океан, на восток через Тихий океан до Гавайских островов и острова Пасхи
- Anous stolidus galapagensis Sharpe, 1879 – Галапагосские острова
- Anous stolidus ridgwayi (Anthony, 1898) – острова восточнее Мехико и Коста-Рики
- Anous stolidus stolidus  (Linnaeus, 1758) – острова Карибского моря и тропические острова Атлантики

## Этимология
Английские моряки XVI века, заметив безразличие чаек к человеку и их бесстрашное поведение, дали им имя «noddy» — «дурак». Перевод названия рода Anous с греческого — «глупый, бестолковый». Видовое название stolidus на латыни означает «глупый».

## Ареал
Распространены во всех тропических морях: в Тихом океане от Гавайских островов до Туамоту и Австралии, в том числе побережье Центральной и северо-запада Южной Америк; в Индийском океане от побережья Красного моря до Сейшельских островов и Австралии; в Атлантическом океане от Карибского бассейна до островов Тристан-да-Кунья, включая побережье Камеруна.

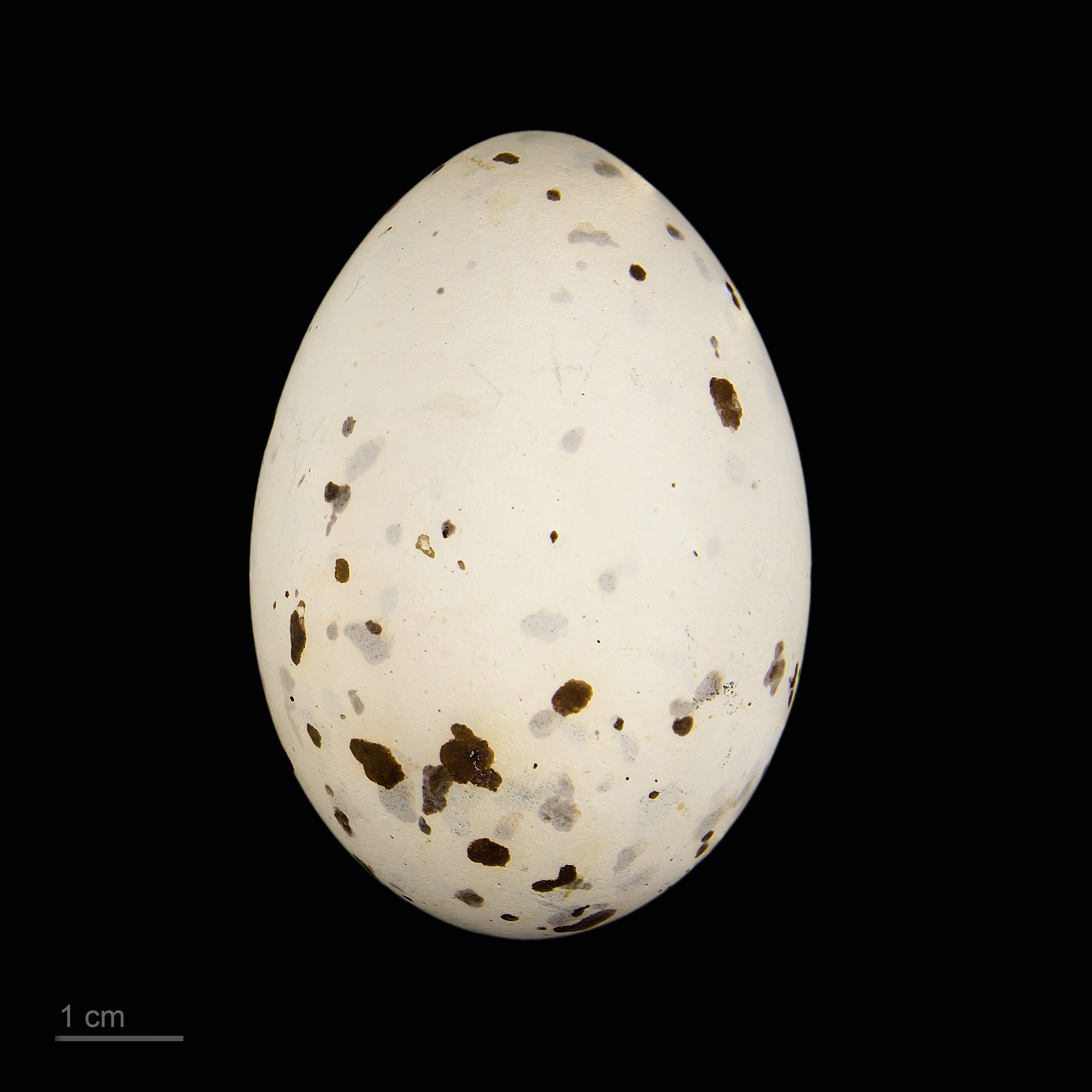
яйцо Anous stolidus — Тулузский музей